# دراگووو (رکوواتس)
دراگووو (به صربی: Dragovo) یک منطقهٔ مسکونی در صربستان است که در ناحیه پوموراولیه واقع شده‌است. دراگووو ۹۰۴ نفر جمعیت دارد و ۳۰۰ متر بالاتر از سطح دریا واقع شده‌است.